# لای (اردبیل)
لای یک روستا در ایران است که در دهستان دورسون خواجه واقع شده‌است. لای ۱۷۸ نفر جمعیت دارد.